# Saint-Aubin-de-Lanquais
Saint-Aubin-de-Lanquais är en kommun i departementet Dordogne i regionen Nouvelle-Aquitaine i sydvästra Frankrike. Kommunen ligger i kantonen Issigeac som tillhör arrondissementet Bergerac. År 2022 hade Saint-Aubin-de-Lanquais 357 invånare.

## Befolkningsutveckling
Antalet invånare i kommunen Saint-Aubin-de-Lanquais
Referens:INSEE